# Alekszandr Alekszandrovics Romanov orosz nagyherceg
Alekszandr Alekszandrovics nagyherceg (oroszul: Великий Князь Александр Александрович Романов; Szentpétervár, 1869. május 26./június 7. – Szentpétervár, 1870. április 20./május 2.) orosz nagyherceg, III. Sándor orosz cár (1845–1894) és Marija Fjodorovna cárné (1847–1928) második fia. Amikor megszületett, édesapja még csak cárevics volt, így bátyja, Nyikolaj Alekszandrovics (a későbbi II. Miklós) után ő volt a harmadik a trónöröklési sorban.
1870-ben agyhártyagyulladást kapott, és nem sokkal később meghalt. Édesanyja így emlékezett meg a haláláról: „Az orvosok azt állítják, hogy nem szenvedett, de mi rettenetesen szenvedtünk attól, amit láttunk és hallottunk…”  Még egyéves sem volt. Szülei lefényképeztették a halálos ágyán, ahogy ott fekszik, virágokkal körülvéve. Ez az egyetlen róla készült kép.